# Усть-Илга
Усть-Илга — село в Жигаловском районе Иркутской области России. Административный центр Усть-Илгинского муниципального образования.

## История
Село Усть-Илга основано в 1664 году и находится на устье реки Илги, которая впадает в реку Лену.
Село славится своей церковью Одигитриевской иконы Божьей Матери и является уникальным историческим памятником, входя в культурное наследие Иркутской области.

## География
Находится примерно в 23 км к северу от районного центра.

## Население
| 2002 | 2010 | 2011 | 2012 |
| ---- | ---- | ---- | ---- |
| 220  | ↘195 | ↘194 | ↘169 |

По данным Всероссийской переписи, в 2010 году в селе проживало 195 человек (101 мужчина и 94 женщины).
По переписи 1928 года на территории поселения было 120 домов.